# Ceraia clavator
Ceraia clavator é uma espécie de orquídea de flores pequenas que duram muito pouco, mas que floresce diversas vezes ao ano, nativa da Península da Tailândia e da Península da Malásia.